# Espasa de Sæbø
L'Espasa de Sæbø (també anomenada Espasa Thurmuth) és una espasa vikinga de començaments del segle ix, trobada en un túmul de Sæbø, Vikøyri, a la zona noruega de Sogn, el 1825. Ara es troba al Museu de Bergen, Noruega.
L'espasa té una inscripció a la fulla, que Stephens (1867) va identificar com una inscripció rúnica amb un símbol d'esvàstica. La fulla està mal conservada i la inscripció és a penes llegible, però si la interpretació de Stephens és correcta, seria un exemple únic d'una espasa de l'era vikinga amb una inscripció de fulla rúnica.

## Descripció

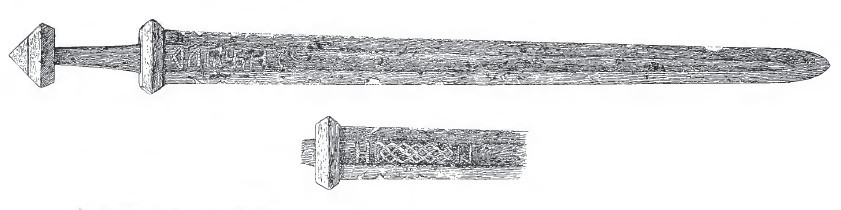
Dibuix de George Stephens de l'Espasa de Sæbø i detall de decoració amb incrustacions al revers

L'espasa s'ha classificat com a 'Tipus C' d'acord amb la tipologia de Petersen (1919), que assenyala que és una espasa única perquè mostra restes d'un fil de metall als costats amples de l'empunyadura superior, en comparança amb altres espècimens que mostren crestes horitzontals o vores sobreïxents o, menys comunament, ratlles forjades incrustades o motllures que semblen ser imitacions de fil tort o llis.

## Inscripció

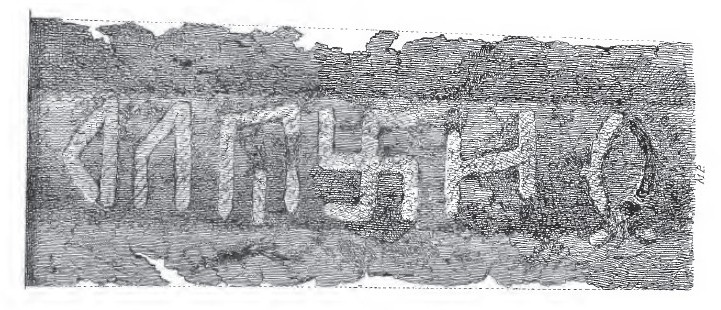
Dibuix de la inscripció publicat per Stephens

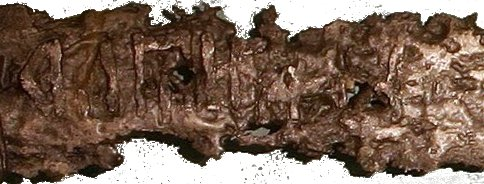
Restes de la inscripció tal com s'exhibeixen al Museu de Bergen

George Stephens, un arqueòleg i filòleg anglés especialitzat en inscripcions rúniques d'Escandinàvia, va descriure l'espasa al 1867 en el seu llibre Handbook of the Old-Northern Runic Monuments of Scandinavia and England. Hi mostra un dibuix de l'espasa amb una inscripció molt clara composta per cinc runes o lletres semblants a runes amb un símbol d'esvàstica al mig. Segons Stephens, la inscripció diu oh卍muþ de dreta a esquerra. Va interpretar l'esvàstica com si s'usàs en escriptura jeroglífica per a representar la síl·laba þur del déu Tor i, per tant, amplià la lectura a oh Þurmuþ que significa "Propietari [de mi], Thurmuth". Aquesta lectura s'inspirà en la idea que l'esvàstica s'usava com a símbol de Tor (més precisament, del martell de Tor, Miòlnir) en el paganisme nòrdic de l'era vikinga. Fou tema de discussió acadèmica en el Congrés Internacional d'Antropologia i Arqueologia Prehistòrica de Budapest del 1876, en què l'opinió predominant fou que l'esvàstica significava 'benedicció' o 'bona sort'.
El 1889, en una ressenya d'un llibre d'A. L. Lorange, Stephens va notar que l'espasa havia estat tractada amb àcid mentre era al Museu Danés, la qual cosa causà que l'espasa i la inscripció resultassen greument danyades, i la inscripció mostrada en una placa acolorida en el llibre de Lorange era indesxifrable.